# La contessa Adéle de Toulouse-Lautrec nel salone del Chateau de Malromé
La contessa Adéle de Tolouse-Lautrec nel salone del Chateau de Malromé è un dipinto a olio su tela (59x54 cm) realizzato tra il 1886 ed il principio del 1887 dal pittore francese Henri de Toulouse-Lautrec. È conservato nel Musée Toulouse-Lautrec di Albì.
Firmata con lo pseudonimo Treclau, la tela venne stroncata dal critico Jules de Lahondes sul Messager de Toulose, che notando che il dipinto era caratterizzato da colori accesi e violenti "facendo pensare ad un battuto di verdure", consigliò: "Il signor Treclau è entrato a far parte della compagnia di cui Besnard è il condottiero... lo esortiamo vivamente a disertare."
Il quadro si riferisce ad un ritratto eseguito nell'estate del 1886 alla madre di Lautrec nel salotto di casa a Malromé. L'arredo intimista (scelto personalmente dal soggetto), permette all'artista di far capire meglio il personaggio. L'atteggiamento elegante della madre mette in risalto anche l'atteggiamento colto di assidua lettrice che divertiva suo figlio.
Il soggetto è illuminato da due fasci di luce, la finestra e lo specchio che in parte riflette il soggetto. Il taglio obliquo dell'illuminazione proietta sulla figura dei colpi di luce ottenuti con colori vivaci e pennellate frammentate, in sintonia con i pittori d'avanguardia, riuniti nel gruppo Les XX (I Venti), con cui Lautrec espose nel 1888, a Bruxelles.
Lautrec ritrasse più volte sua madre con un atteggiamento sempre dolce, benevolo e materno, non a caso si rifugiò sempre da lei ogni qualvolta si trovò in crisi per i suoi problemi legati alcolismo o alla sua carriera artistica.
Malromé infatti fu anche l'ultimo rifugio nel 1901 prima di morire.